# Аневризма брюшного отдела аорты
Аневризма брюшного отдела аорты — ситуация, когда диаметр брюшного отдела аорты равен или больше 3 см, такие аневризмы являют собой 75 % всех выявленных аневризм и встречаются у 0,5–3,2 % популяции.

## Описание
Аневризма брюшного отдела аорты встречается у мужчин в три раза чаще, чем у женщин и составляет три из четырёх случаев всех выявленных аневризм.
Чаще всего аневризма брюшной аорты начинается инфраренально — ниже отхождения почечных артерий от аорты. Иногда аневризмой могут быть затронуты устья почечных артерий, а в половине случаев аневризма  распространена и на подвздошные артерии.
Аневризма брюшной аорты, как правило, имеет веретенообразную форму, то есть сосуд расширен во все стороны по окружности. Нередко такие аневризмы содержат ламинарный тромб.

## Этиология
Этиология аневризмы брюшной аорты многофакторная.
Наиболее частый механизм образования аневризмы — ослабление стенки аорты с последующим её растягиванием.
Наиболее частая причина возникновения этого заболевания — атеросклероз.
Менее частые причины включают травму, кистозный медионекроз, послеоперационный разрыв анастомоза и васкулит.

## Дифференциальная диагностика
Если при исследовании было обнаружено, что диаметр аорты ≥ 3см, это свидетельствует об аневризме брюшного отдела аорты.